# Episodi de Il nostro amico Charly (quindicesima stagione)
La quindicesima stagione della serie televisiva Il nostro amico Charly è stata trasmessa in anteprima in Germania dalla ZDF tra il 9 gennaio 2010 e il 24 aprile 2010.
| nº | Titolo originale                | Titolo italiano          | Prima TV Germania | Prima TV Italia |
| -- | ------------------------------- | ------------------------ | ----------------- | --------------- |
| 1  | Schlaflos in Potsdam            | Una gatta in pericolo    | 9 gennaio 2010    |                 |
| 2  | Ehrlich währt am längsten       | Charly investigatore     | 16 gennaio 2010   |                 |
| 3  | Herr im Haus                    | Orgoglio                 | 23 gennaio 2010   |                 |
| 4  | Nestflüchter                    | La fattoria biologica    | 30 gennaio 2010   |                 |
| 5  | Wahre Tierfreunde               | Brillante iniziativa     | 6 febbraio 2010   |                 |
| 6  | Irrungen, Wirrungen             | Errori e confusioni      | 13 febbraio 2010  |                 |
| 7  | Große und kleine Geheimnisse    | Grandi e piccoli segreti | 27 febbraio 2010  |                 |
| 8  | Väter                           | Genitori e figli         | 6 marzo 2010      |                 |
| 9  | Eine unmögliche Liebe           | Un amore impossibile     | 13 marzo 2010     |                 |
| 10 | Es spukt                        | La casa dei fantasmi     | 20 marzo 2010     |                 |
| 11 | Gewissensbisse                  | Un cucciolo da salvare   | 27 marzo 2010     |                 |
| 12 | Charly und das falsche Geschenk | Il regalo sbagliato      | 3 aprile 2010     |                 |
| 13 | Das Glück der anderen           | La fortuna degli altri   | 10 aprile 2010    |                 |
| 14 | Männerwirtschaft                | Chiuso per ferie         | 17 aprile 2010    |                 |
| 15 | Auf der Flucht                  | Il ballo dei principi    | 24 aprile 2010    |                 |